# Al-Fakhariyya-minaret

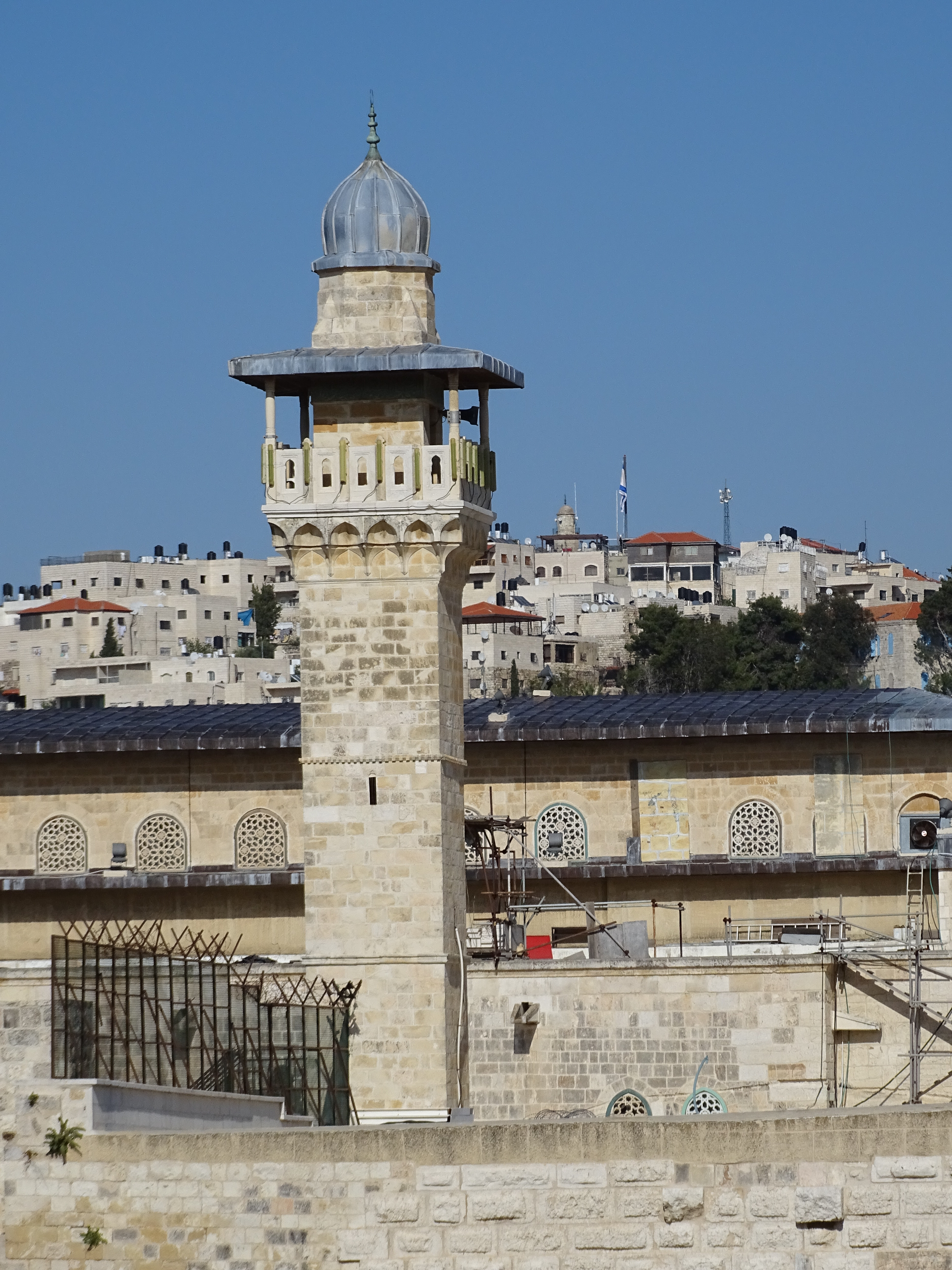
Al-Fakhariyya-minaret op de Tempelberg in Jeruzalem (gezien vanaf het Rabinovich-plein)

De Al-Fakhariyya-minaret, ook wel bekend als de Bab al-Maghariba-minaret, is een van de vier minaretten op de Tempelberg in de Oude Stad van Jeruzalem, die allemaal behoren tot de Al-Aqsamoskee.

## De minaret
De Al-Fakhariyya-minaret, gelegen in de zuidwestelijke hoek van het Tempelbergcomplex, werd in 1278 gebouwd (volgens andere bronnen 1297) door Qadi Sharaf al-Din al-Khalili (of al-Khalili) namens de Mammelukse sultan Lajin en gerestaureerd in 1922. De naam van de minaret was bedoeld om Fakhr ad-Din al-Khalili (of al-Khalili), de vader van de bouwer van de minaret, te herdenken.
De minaret is gebouwd in traditionele Syrische stijl. De plattegrond is vierkant en door sierlijsten in drie verdiepingen verdeeld. Bovenaan bevindt zich een kamer, ook vierkant, waarin zich een nis en een platform bevinden van waaruit de oproep tot gebed wordt gedaan. Daarboven bevindt zich een stenen koepel bekleed met lood.